# Paco Cao
Paco Cao (Oviedo, Astúries, 1965) és un artista espanyol. La seva obra es caracteritza per fer ús de disciplines molt variades. És doctor en història de l'art per la Universitat d'Oviedo. Cao es va fer famós quan va fer el projecte artístic Rent a body, en el que llogava el seu cos i s'anunciava en l'apartat de lloguers de cotxes. Segons la tarifa, el lloguer incloïa més serveis o menys.

## Obra i exposicions
Entre les seves exposicions col·lectives destaquen: Thinking of you (1996), a la Konshallen de Göteborg; Espacio Abierto (1997), a la galeria Salvador Día de Madrid, Viewfinder (1999), al Blue Star Art Space de San Antonio (Texas), Domesticated (1999), al Refusalon de San Francisco; i el 2000 participà en l'exposició Psycho, organitzada per la galeria Anne Faggionato de Londres.
Cao és autor d'experiències artístiques de tall "processual", marcades per formes de representació mestisses destinades a diferents fòrums, com per exemple a la localitat sueca de Skoghall, el Centre Gallec d'Art Contemporani i l'Exposició Universal de Hannover, el 2000.
El 2002, juntament amb el Museu del Barri, la Casa Amèrica, el Museu del Prado i el Teatre Real de Madrid posa en marxa una iniciativa per a trobar el doble actual de Juan de Pareja, el deixeble i ajudant de Diego Velázquez, el guanyador del qual fou el novaiorquès Jason Scott Jonnes.

### A la Fundació Joan Miró
El 1997 Paco Cao presenta l'exposició Alma Mater com a part del cicle Anatomies de l'Ànima a l'Espai 13 de la Fundació Joan Miró. En aquesta exposició es mostren elements contraposats; per una banda hi ha una primera obra que rep al visitant recordant la passió de l'artista pel llenguatge publicitari i després el visitant observa a l'artista al costat de la seva mare disfressat de pallassos.

### Publicacions
Cao ha treballat com comissari d'exposicions d'art històric i contemporani amb institucions com el Palau Revillagigedo de Gijon, la Calcografia Nacional de Madrid o l'IVAM de València.
També ha editat una biografia novel·lada de l'artista Félix Bermeu titulada: Félix Bermeu, vida soterrada (2004).